# Étienne Ier de Bourgogne

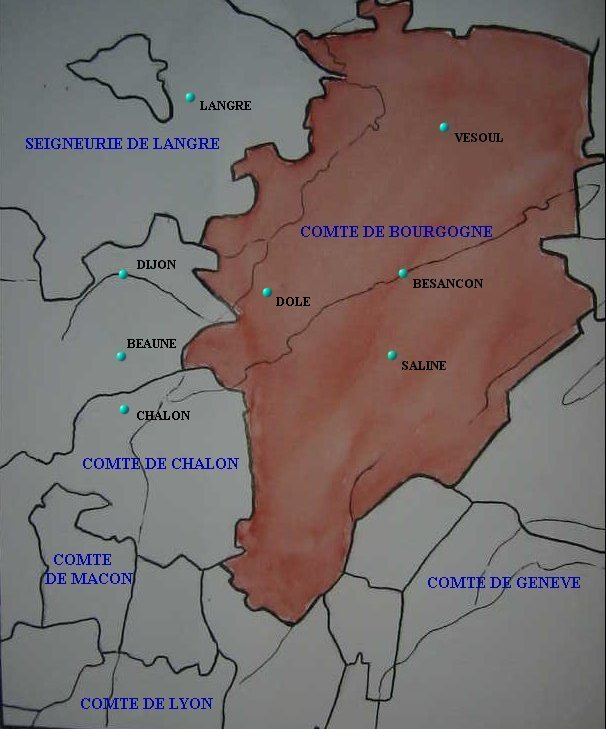
Comté de Bourgogne.

Étienne Ier de Bourgogne dit « Tête Hardie » (1065 — 1102) co-comte de Bourgogne (Franche-Comté), co-comte de Mâcon et de Vienne, fils cadet du comte Guillaume Ier le Grand ou Tête Hardie de Bourgogne et de Mâcon et d'Étiennette (de Bourgogne), frère cadet du comte Renaud II de Bourgogne à qui il succède, aussi frère du pape Calixte II et de Raymond de Galice (-Léon-Castille). 

## Biographie
Étienne de Bourgogne naît vers 1065. Il est le fils du comte Guillaume Ier de Bourgogne et Mâcon († 11 novembre 1087) et d'Étiennette/Stéphanie. Cette dernière, selon les recherches généalogiques onomastiques, pourrait être issue des familles de Foix, de Barcelone, ou encore de Vienne.
En 1097, son frère aîné, le comte Renaud II de Bourgogne (v. 1061 - † v. 1099), lui confie la régence du Comté. Puis Étienne devient, à l'âge de 32 ans, le successeur de son frère Renaud, lorsque ce dernier trouve la mort au cours de la Première croisade (1096-1099). Il se met lui aussi en route pour la Terre sainte où il trouve la mort en 1102. Il fait partie d'une puissante et influente lignée familiale avec son père, ses frères et les mariages de ses sœurs.  
Étienne se marie avec Béatrice de Lorraine, fille du duc Gérard Ier de Lorraine, dont il a quatre enfants : 
- Première succession de Bourgogne-Comté :
  - Renaud III de Bourgogne (vers 1093/1100-1148), son fils cadet semble-t-il (sic !), co-comte de Mâcon, qui prit le titre comtal de Bourgogne en 1127 après les règnes de ses cousin et petit-cousin Guillaume II l'Allemand, fils de Renaud II, assassiné en 1125, et Guillaume III l'Enfant, fils de Guillaume l'Allemand, assassiné lui aussi († 1126). Époux d'Agathe de Lorraine, Renaud III continua le premier rameau des comtes de Bourgogne(-Comté) issus d'Étienne Ier (premier rameau, quoique cadet et de surcroît vite en lignée féminine !), mais à sa mort il ne laissa qu'une fille mineure, Béatrice de Bourgogne. Béatrice portait dès l'enfance la succession de la Comté de Bourgogne : mariée à l'empereur Frédéric Barberousse en 1156 elle lui transmit le titre de comte de Bourgogne, d'où les comtes de Bourgogne jusqu'à leur arrière-petite-fille Adélaïde/Alix, épouse d'Hugues de Chalon ci-dessous.
- Deuxième succession de Bourgogne-Comté :
  - Guillaume III de Mâcon et de Vienne (IV de Bourgogne) (vers 1088/1095-† 27 septembre 1155/1157), probablement son fils aîné (les comtés de Vienne et de Mâcon sont alors bien plus prestigieux que le comté de Bourgogne en formation, émergeant des terres d'Outre-Saône), co-comte de Mâcon en 1102, comte de Vienne en 1127 ou plutôt 1148 (Guillaume III), comte d'Auxonne, comte-régent de Bourgogne en 1148. Il épousa Poncette de Traves. Il fut la souche du second rameau des comtes de Bourgogne-Comté issus d'Étienne Ier : les Bourgogne-Auxonne dits Bourgogne-Chalon quand Jean Ier hérita de sa mère Béatrice de Thiern/Thiers le comté de Chalon en 1227 (second rameau, mais agnatique – dans les mâles –  et aîné de la branche d'Étienne, puis aîné de tous les Anscarides de Bourgogne en 1127 à l'extinction de la branche issue de Renaud II ci-dessus ; évincés de fait de la succession de Bourgogne-Comté, Guillaume et ses descendants Étienne Ier et II ci-dessous prétendent au titre comtal : c'est pourquoi on les numérote parfois Étienne II et III de Bourgogne, comme comtes prétendants ; à partir de Jean Ier de Chalon ci-dessous comme comte régent puis son fils Hugues Ier comme comte consort par son union avec Alix ci-dessus, la dynastie assume de nouveau la Comté de Bourgogne) ; père de : 
    - Étienne Ier d'Auxonne (II de Bourgogne), (vers 1130-† 1173), fils cadet de Guillaume IV, comte d'Auxonne en 1156 et de Traves. Marié avec Judith de Lorraine.
      - Étienne II d'Auxonne (III de Bourgogne) (1172-† 1241), fils d'Étienne II, comte d'Auxonne. Marié à Béatrice comtesse de Chalon († 7 avril 1227 ; de la Maison de Thiern/vicomtes de Thiers), d'où :  
        - Jean Ier de Chalon (vers 1190-1267), dit Jean de Bourgogne-Comté ou Jean l'Antique ou encore Jean le Sage († 30 septembre 1267), comte de Chalon puis seigneur de Salins (1237, par échange avec Hugues IV duc de Bourgogne contre Chalon et Auxonne), comte régent de Bourgogne en 1248 : d'où la suite des comtes de Bourgogne de la Maison de Chalon
        - Béatrice d'Auxonne (1195-1261), femme de Simon de Joinville : parents de Jean sire de Joinville, sénéchal de Champagne et célèbre chroniqueur de saint Louis

      - Agnès de Bourgogne († 1223), sœur d'Étienne II, qui épouse le comte Richard III de Montfaucon, comte de Montbéliard et seigneur de Montfaucon.

    - et Géraud/Gérard Ier (1124-1184), frère aîné d'Étienne Ier d'Auxonne, comte de Mâcon et de Vienne, seigneur de Traves (et de Salins par son mariage en 1152 avec Maurette (Marguerite) de Salins (1137-1200), dame de Montmorot, fille de Gaucher III de Salins)  d'où la suite de ces comtés et seigneuries : Mâcon jusqu'en 1239 (cf. l'article consacré à son arrière-petite-fille Alix) ; Vienne jusqu'en 1263 : cf. ci-dessous ; Salins jusqu'en 1225 ; Traves poursuivie par un remariage dans la famille de Choiseul : cf. l'article consacré à son fils aîné… 
      - … Gaucher IV sire de Salins, † 1219, père de Marguerite, dame de Salins († 1259 ; Postérité)
      - la branche de Géraud Ier se termine dans les mâles avec son fils cadet Guillaume IV de Mâcon – comte de Vienne et de Mâcon, † 1224, mari de Scholastique de Champagne, petite-fille de Louis VII x Aliénor – et les fils de ce dernier : 
        - Géraud/Gérard II, † 1224, père d'Alix de Vienne, † 1260, dernière comtesse de Mâcon jusqu'en 1239 (cession au roi St-Louis à la mort de son mari Jean de Braine), comtesse de Vienne jusqu'en 1227 ;
        - Henri Ier († assassiné en mai 1233 à Genève ; x Elisabeth de Salins-Bourgogne-Chalon), et son frère Guillaume V (ancien doyen du chapitre Saint-Étienne de Besançon, † 1247 — ou 1255 selon l'érudit Alphonse Rousset[1] ; x Elisabeth/Isabelle fille de Mathieu II de Lorraine, † 1266, remariée en 1256 à Jean de Chalon, futur comte d'Auxerre en 1268, fils cadet de Jean l'Antique ci-dessus) : deux comtes de Vienne à partir de 1227, et sires de Montmorot, chacun sans postérité ;
        - puis leur sœur Béatrice, † 1239, transmet le nom de Vienne (et les fiefs de Ste-Croix, Lons en partie-bourg St-Désiré et Pymont (Jura), Montmorot, Mirebel, Pymont à Boyer) à la descendance issue de son mariage en 1219 avec Hugues III de Neublans d'Antigny : c'est l'origine de la Maison de Vienne qui assume le comté de Vienne jusqu'à la cession de 1263 à l'archevêque Jean de Bernin. Leurs fils sont : l'aîné, Hugues IV, comte de Vienne, † vers 1277, arrière-arrière-arrière grand-père de Guillaume ; et le cadet, Henri (II comme comte de Vienne ; Ier comme sire de Sainte-Croix ; † vers 1250)

      - Autres enfants du comte Géraud Ier : - Etienne de Vienne (1157-1193), archevêque de Besançon en 1191-1193 ; - Béatrice (1160-1230), x 1177 Humbert III de Savoie ; - Alexandrine (1164-1242), x Ulric V de Bâgé ; - Ide de Vienne (1162-1224), x 1° Humbert II de Coligny, et 2° Simon II, duc de Lorraine ; - Géraud/Gérard (1166-1211), seigneur de Vadans (détaché de la grande seigneurie de Salins) ; - Renaud (1168-1213)

  - Isabelle/Elisabeth de Bourgogne, sœur de Renaud III et Guillaume III-IV, née vers 1090-† vers 1125, dame de Champlitte et Pontailler, qui épouse en 1110 le comte Hugues Ier de Champagne (arrière-grand-oncle de Scholastique ci-dessus) ; mère en 1123 d'Eudes le Champenois de Champlitte.
  - Clémence-Marguerite, leur sœur, née vers 1100-† 1164, x Guigues IV Dauphin d'Albon, d'où la suite des dauphins du Viennois.

Le 27 mai 1102, il meurt assassiné à l'âge de 37 ans, à Ascalon ou Ramla lors de la première croisade (1096-1099).